# Vliegkamp Morokrembangan

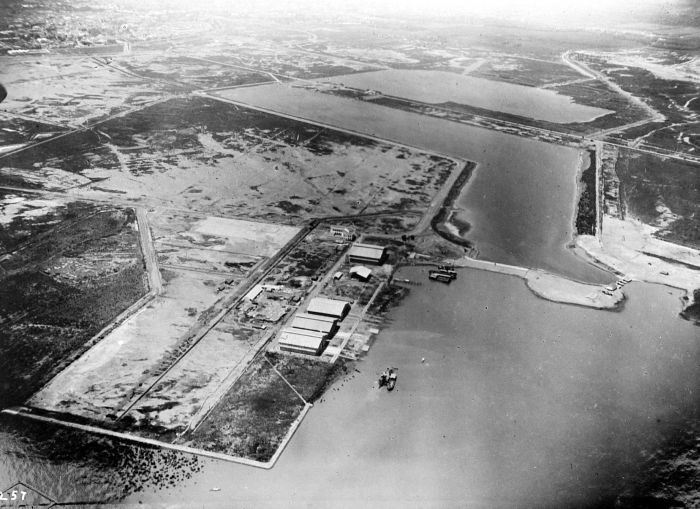
Vliegkamp Morokrembangan met vliegloodsen voor watervliegtuigen

Vliegkamp Morokrembangan was een vliegveld voor watervliegtuigen van de Marine Luchtvaartdienst te Soerabaia op het eiland Java in Nederlands-Indië. Het werd opgericht in 1926. Gedurende de Japanse bezetting van Java is het in 1942 nog in gebruik geweest als Japans werkkamp. Na de Japanse capitulatie keerde de Marine Luchtvaart Dienst hier terug van 1945-1950.

## Vliegkamp
In 1926 werd het vliegkamp Morokrembangan opgericht als basis voor watervliegtuigen van de Marine Luchtvaart Dienst (MLD). Door de jaren heen werd het uitgebreid. Zo kreeg in september 1930 de Nederlandsch Indische Industrie N.V. opdracht voor de levering van ijzerwerk voor de bouw van de vliegloodsen No. 13 & 14, met een afmeting van ieder 40 × 50 meter.

## Krijgsgevangenenkamp
Begin maart 1942 arriveerden de Japanse troepen op Oost-Java met als voornaamste doel het bezetten van Soerabaja, waar de Nederlandse marinebasis was. Het KNIL trok zich al snel terug en veel beroepsmilitairen staken over naar Madoera. Op 8 maart gaf het KNIL zich in Oost-Java over.
Vanaf eind maart 1942 werden op Morokrembangan ongeveer 400 krijgsgevangenen vastgehouden. Het kamp werd op 18 juni 1942 opgeheven. De gevangenen werden overgeplaatst naar het complex van de Java-China-Japan Lijn in de haven van Tandjoeng Perak. Twee dagen later werden ze op transport gesteld naar Bougainville en Palau.
Het betrof een kamp voor 400 mannen, vooral Molukse en andere inheemse militairen, maar ook grondpersoneel van de MLD en de ML-KNIL werd daar ondergebracht. De gevangenen werden overdag tewerkgesteld onder meer bij opruim- en herstelwerkzaamheden in Morokrembangan.

## Afbeeldingen

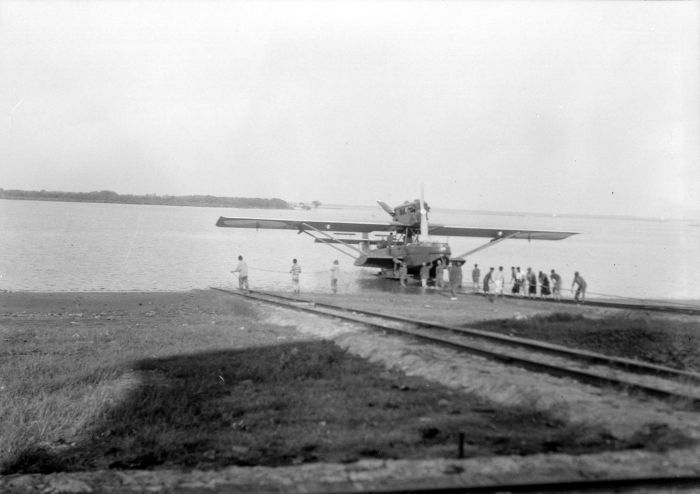
Een Dornier Wal vliegboot van de MLD gaat te water.
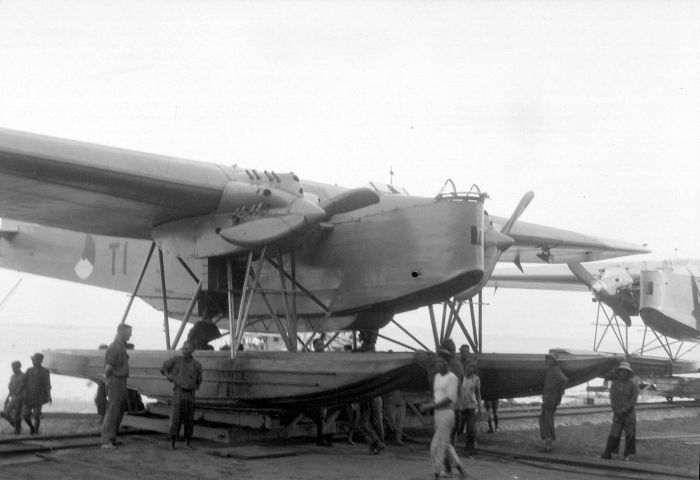
Een Fokker T-IV watervliegtuig van de MLD
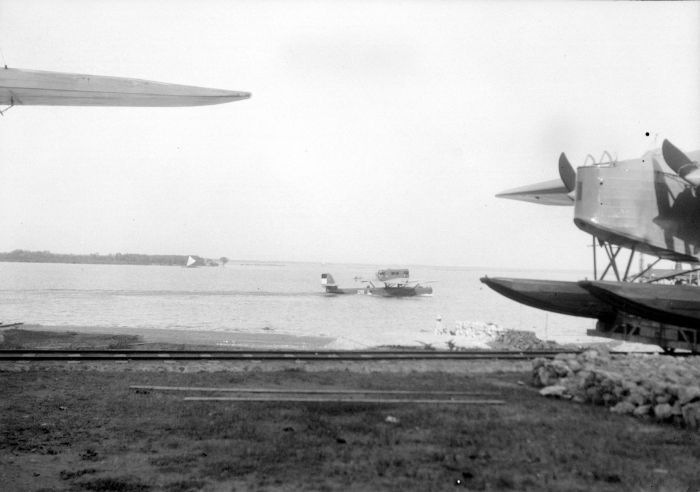
Dornier Wal en Fokker T-IV watervliegtuigen van de MLD
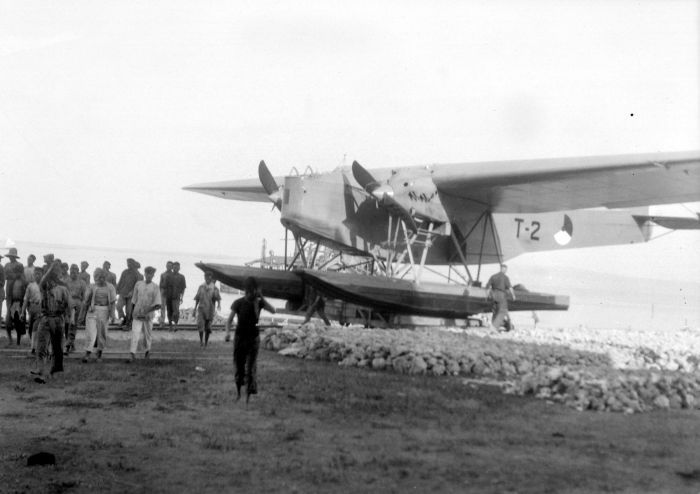
Een Fokker T-IV watervliegtuig van de MLD

## Links
- Locatie op google maps